# Lázaro Díaz del Valle
Lázaro Díaz del Valle y de la Puerta (León, 1606 - Madrid, 1669), est un « canteur de la Chapelle Royale », chroniqueur, généalogiste et historien espagnol. 
Il est auteur de diverses œuvres conservées sous forme de manuscrit, parmi lesquelles se trouvent notamment Origine et Illustration du très noble et Royal Art de la Peinture et du Dessin, première tentative en espagnol de recompiler sous forme de livre les biographies des artistes à la manière de   Giorgio Vasari et Karel van Mander dont il traduit et incorpora certaines vies à son répertoire. Inachevé et non publié, il servit à Antonio Palomino à la rédaction de son Parnase espagnol.

## Biographie
Il est baptisé le 3 avril 1606 à Saint Martin de Léon. Il déménagea en 1622 à Madrid où ses oncles travaillaient pour la cour et entra à la chorale de la chapelle royale dont il devint chanteur en 1633. Jerónimo de Barrionuevo fait référence avec humour à sa condition de chanteur en 1655, année où il apparaît dans un livre de la cour comme chroniqueur général des royaumes et qui figure sur son épitaphe rédigée pour sa mort le 27 février 1669. Par son testament il offre au couvent Santa María de Carbajal de sa ville natale deux toiles, mais surtout montre une très étroite relation avec les peintres de son temps.

## Œuvre
Lázaro Díaz del Valle écrivit au moins six livres, dont aucun ne fut publié, mais qui furent abondamment utilisés par des historiens et chroniqueurs dans leurs publications. Le plus ambitieux est Historia y Nobleza del Reino de León y Principado de Asturias, rédigé en trois volumes entre 1667 et 1669.
Le premier volume fut détruit dans l'incendie de l'Institut Jovellanos de Gijon en 1936. Le second volume, fut perdu au XIXe siècle. Le troisième volume est conservé au British Museum et traite du  règne de Philippe IV d'Espagne. Il offre des informations intéressantes de première main, dont une sur la nécrologie de son ami  Diego Velázquez:

« Vendredi à trois heures de l'après-midi mourut à Madrid Diego de Silva y Velázquez Peintre de la chambre du Roi notre S[eigneu]r et son Valet de chambre, Maréchal du Palais que sa Mag[est]é aimait bien, tant pour son Art Supérieur de la peinture que pour d'autres choses, avec [lesquelles] ce Grand Artifice honora son sein et il eut le prix qu'il méritait pour sa vertu et servit durant de nombreuses année [sic] sa Mag[est]é ; fut un éminent homme, en peinture, et particulièrement dans les Portraits. Il git sous la Voute de la Paroisse de S. Ie(an) de cette ville de Madrid. Moi, je perdis en lui, un bon ami, car il correspondait à mes souhaits
 »